# Polska Partia Robotnicza
Die Polska Partia Robotnicza (PPR; deutsch Polnische Arbeiterpartei) war eine polnische kommunistische Partei, die am 5. Januar 1942 im Untergrund in Warschau gegründet wurde und sich 1948 mit der Polnischen Sozialistischen Partei zur Polnischen Vereinigten Arbeiterpartei (PVAP) vereinigte. Sie kann als Nachfolgerin der 1938 auf Weisung der Kommunistischen Internationalen (Komintern) aufgelösten Kommunistischen Partei Polens (KPP) angesehen werden.

## Geschichte

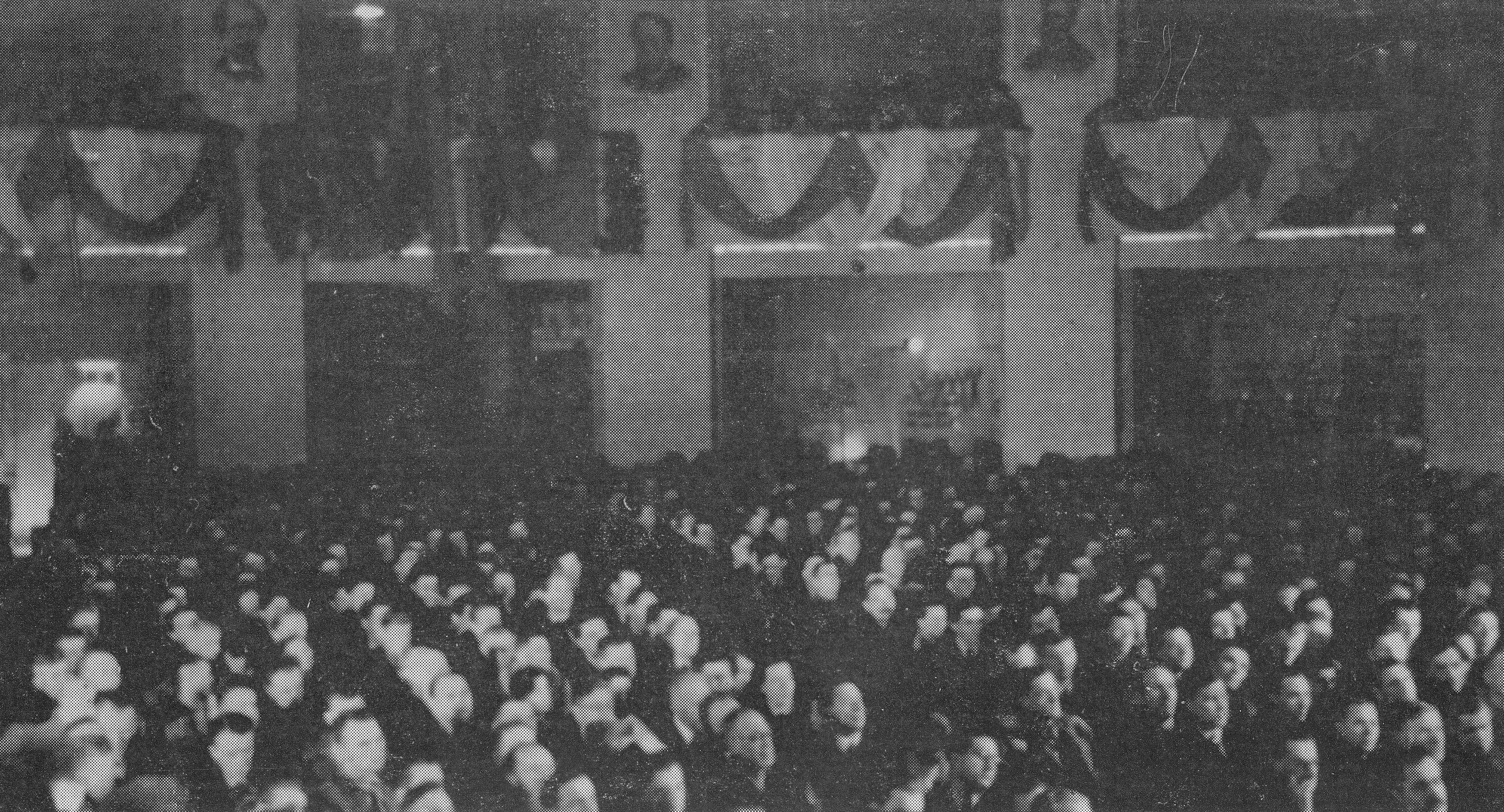
I. Parteitag der PPR 1945 in Warschau

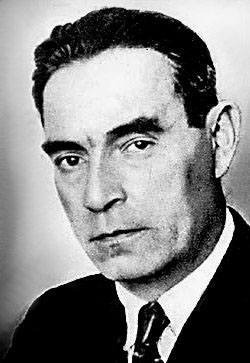
Marceli Nowotko

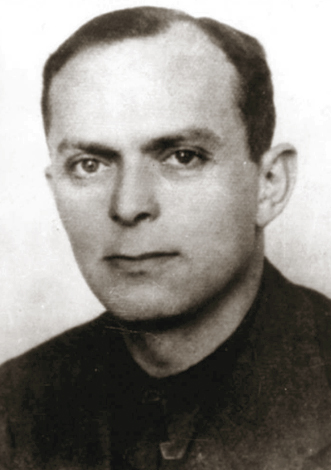
Paweł Finder

Nach dem Beginn des deutschen Russlandfeldzugs 1941 waren vor allem in Polen lebende Kommunisten zu der Ansicht gelangt, eine Wiederbelebung zu versuchen, um den Widerstand gegen die Besatzer zu stärken und die Nachkriegsarbeit vorzubereiten. Bei der Gründung wirkten aber maßgeblich polnische Kader mit, die zuvor in der Sowjetunion ausgebildet und um den Jahreswechsel 1941/42 per Fallschirm in Polen abgesetzt worden waren. Die Partei bemühte sich zunächst in ihrem Auftreten im polnischen Untergrund möglichst nicht als kommunistisch in Erscheinung zu treten, aber Sympathien für die im Kampf mit den Deutschen stehende Sowjetunion zu erzeugen.
Die PPR schuf als ihre militärische Organisation zunächst die Gwardia Ludowa (Volksgarde, GL), die 1944 in Armia Ludowa (Volksarmee, AL) umbenannt wurde. Das Führungspersonal der Partei befand sich entweder schon im polnischen Untergrund oder sprang als Fallschirmspringer im Osten des deutsch besetzten Gebietes ab. Der erste PPR-Vorsitzende Marceli Nowotko wurde aus bis heute ungeklärten Ursachen Ende 1942 vom Bruder seines Stellvertreters Bolesław Mołojec ermordet. Mołojec wurde daraufhin auf Beschluss der übrigen Mitglieder der Parteiführung hingerichtet. Der nachfolgende PPR-Vorsitzende Paweł Finder und seine Stellvertreterin Małgorzata Fornalska wurden im November 1943 von der Gestapo enttarnt und im Juli 1944 erschossen. An ihre Stelle traten mit Władysław Gomułka und Bolesław Bierut die beiden wichtigsten kommunistischen Politiker der Jahre nach 1945, wobei Bierut öffentlich als Parteiloser auftrat.
Der 1943 in der UdSSR gegründete Bund der Polnischen Patrioten (ZPP) unter der Leitung Wanda Wasilewskas kann durchaus als in Konkurrenz zur PPR stehende Organisation um die Macht bei der kommunistischen Ausrichtung des polnischen Nachkriegsstaats angesehen werden, doch wäre ein Entstehen der neuen Partei ohne die Billigung der Komintern und der UdSSR undenkbar gewesen.
Vom Frühjahr 1943 an nahm die PPR eine zunehmend konfrontative Haltung gegenüber der polnischen Exilregierung in Großbritannien und deren Vertretungsorganen im Land ein. Hauptvorwürfe waren eine reaktionäre Haltung und eine angebliche Zusammenarbeit mit den Deutschen. Zum Beginn des Jahres 1944 gründeten Vertreter der PPR zusammen mit anderen polnischen Sozialisten und dem Kommunismus nahestehenden Vertretern der Bauernpartei den Landesnationalrat, der als Parlament fungieren und einem sozialistischen Nachkriegspolen politische Legitimität verleihen sollte. Ebenfalls im Januar wurde in der UdSSR unter Leitung des ZK der sowjetischen KP das Zentralbüro der Kommunisten Polens gebildet. Diese Organisation war unabhängig von der PPR und hatte die Aufgabe in der UdSSR lebende polnische Kommunisten und ihnen inhaltlich nahestehdende Personen zusammenzufassen und auf eine etwaige Eignung für Kaderpostionen in Nachkriegspolen zu überprüfen. Ohne Rücksprache mit der PPR wurden daraufhin im Juni 1944 rund 100 Mitglieder in die Partei eingeschrieben, die später wichtige Posten ausfüllen sollten.
Einheiten der Volksgarde beteiligten sich am Warschauer Aufstand 1944, obwohl die offizielle Politik der Partei diesen ablehnte und offiziell verurteilte. Nach dem Juli 1944 stellte die PPR einen großen Teil der neuen provisorischen Regierung von Moskaus Gnaden. In diese traten nun Politiker ein, die die Kriegsjahre in Moskau verbracht hatten, wie Hilary Minc und Jakub Berman.
Ende August 1944 formierte sich ein Politbüro mit Władysław Gomułka als Generalsekretär und Bolesław Bierut, Jakub Berman, Hilary Minc und Aleksander Zawadzki als weiteren Mitgliedern. Kurz darauf wurden Roman Zambrowski und Marian Spychalski aufgenommen. Sie bildeten den eigentlichen Kreis der Entscheidungsträger über die Politik der frühen Volksrepublik Polen. Als weiterer Führungszirkel dienten einige hundert ehemalige KPP-Mitglieder.
Die Zahl der Mitglieder stieg von etwa 37.000 im Jahr 1945 auf knapp eine Million Ende 1948.
Im Verlauf des Jahres 1948 kam es zu parteiinternen Auseinandersetzungen zwischen klaren Stalinisten um Bierut und einer Gruppe um Gomułka, die ein eigenständiges sozialistisches System in Polen etablieren wollte, unter anderem mit privat wirtschaftenden Kleinbauern, wenigen kulturpolitischen Vorgaben und den Erhalt einer formal eigenständigen Sozialdemokratie befürwortete. In diesem Konflikt wurde Gomułka im Herbst 1948 als Generalsekretär gestürzt und der stalinistische Kurs setzte sich durch. Gemäß der Praxis in einigen Staaten des sowjetischen Machtbereichs erfolgte am 21. Dezember 1948 die Vereinigung mit der Polnischen Sozialistischen Partei zur Polska Zjednoczona Partia Robotnicza (Polnischen Vereinigten Arbeiterpartei, PZPR).

## Erste Sekretäre
- Marceli Nowotko (Januar – November 1942)
- Bolesław Mołojec (Dezember 1942)
- Paweł Finder (Januar – November 1943)
- Władysław Gomułka (November 1943 – August 1948)
- Bolesław Bierut (August – Dezember 1948)